# John de Cobham, 2. Baron Cobham
John de Cobham, 2. Baron Cobham († 25. Januar 1355) war ein englischer Adliger und Politiker, der im 14. Jahrhundert lebte.

## Herkunft und Familie
John de Cobham war der Sohn Henry de Cobham, 1. Baron Cobham und der Maud de Morville. Er entstammte damit aus einer altenglischen Familie aus der Grafschaft Kent, die seit langem auf Cobham und Cowling landsässig war.

## Leben und Laufbahn
John de Cobham wurde vermutlich Ende des 13. Jahrhunderts geboren. Da sein Vater am englischen Königshof bedeutende Ämter ausübte, wurde er schon vor 1325 zum Knight Bachelor geschlagen. Er schlug dann eine politische Karriere ein und wurde als Knight of the Shire für die Grafschaft Kent für die Jahre 1326/27, 1330, 1332, 1335, 1335/36 und 1336/37 als Abgeordneter ins englische Parlament gewählt. 1337 wurde er, zusätzlich zu seinem Vater, auf Lebenszeit zum Constable von Rochester Castle ernannt. Außerdem hatte er seit 1335 das militärische Amt eines Admiral of the Fleet from the Thames westward inne.
Mit dem Tod seines Vaters 1339 erbte er dessen Ländereien und den Adelstitel 2. Baron Cobham Als Baron nahm er zwischen 1342 und 1355 regelmäßig an den Sitzungen des neugebildeten Oberhauses des Parlaments teil. Für seine militärischen Dienste wurde er 1354 zum Knight Banneret geschlagen und mit einer jährlichen Rente von 100 Mark belohnt.
Er heiratete 1314 Joan Beauchamp († nach 1343), Tochter des John Beauchamp, 1. Baron Beauchamp, nach deren Tod Agnes Stone, Tochter des Richard Stone aus Dartford in Kent. Er starb am 25. Januar 1355. Aus erster Ehe hinterließ er eine Tochter, Joan Cobham, die Sir Philip le Despenser (1313–1349), Gutsherr von Goxhill in Lincolnshire und Enkel des Hugh le Despenser, 1. Earl of Winchester, heiratete, und einen Sohn, John de Cobham, der ihm als 3. Baron Cobham nachfolgte.